# Leányfalusi Vilmos
Leányfalusi Vilmos (Kiskőrös, 1937. április 16. – Kalocsa, 2023. július 8.) katolikus pap, orgonaművész.

## Élete
Leányfalusi Vilmos 1937-ben született a Pest-Pilis-Solt-Kiskun vármegyei Kiskőrösön. Teológiai tanulmányait Szegedi Hittudományi Főiskolán végezte. 1960-ban Grősz József kalocsai érsek szentelte pappá. Orgonatanulmányait Pécsi Sebestyénnél kezdte, majd Rómában a Pontificio istituto di musica sacrán (Pápai Zeneakadémia) folytatta, és Ferruccio Vignanelli tanítványaként szerezte meg orgonaművészi diplomáját 1974-ben. Még ebben az évben Pierre Cochereau-nál Nizzában improvizációs kurzuson vett részt. 1968-tól a kalocsai főszékesegyház orgonistája és karnagya. Hangversenyezett Magyarország számos székesegyházában és templomában, Olaszországban, Németországban, Ausztriában és Franciaországban. 1991-ben hanglemezt készített, Francia Orgonaművek címmel.

## Eddig megjelent felvételei
- Francia Orgonaművek (hanglemez, 1991)
- Az improvizáció mesterei (hangszalag, 1991)
- Orgonaművek a Kalocsai Főszékesegyházban (CD, 2005)

## Díjai, elismerései
- Magyar Arany Érdemkereszt (2012)